# Tachina insedata
Tachina insedata är en tvåvingeart som beskrevs av Walker 1853. Tachina insedata ingår i släktet Tachina och familjen parasitflugor. Inga underarter finns listade i Catalogue of Life.